# Samos–71
Samos–71 (angolul: Satellite and Missile Observation System) a Légierő (USAF) felderítő műholdja.

## Küldetés
Feladata a Föld (Szovjetunió) hadászati céltárgyainak (támaszpontok, csapatmozgások, rakéta indítások) rendszeres megfigyelése és a felvételek továbbítása a földi vevőállomásokra. A felderítési adatok továbbítására két módszert alkalmaztak: a televíziós módszert (azonnali felhasználás) és a filmfelvételeket tartalmazó kazetták (részletes kiértékelés) visszajuttatását a Földre. Tesztelni az űrrepülés technikáit és az alkalmazott technológiát.

## Jellemzői
Gyártotta és üzemeltette az Amerikai Egyesült Államok Légiereje (USAF).
Megnevezései: Operations (Ops 4248); Key Hole (KH-8 F-20); Gambit 20; Satellite And Missile Observation System (Samos Titan 20); COSPAR: 1969-019A. Kódszáma: 3772.
1969. március 4-én a Vandenberg légitámaszpont indítóállomásról egy Titan 3B – AgenaD Hordozórakéta az LC–4W (LC–Launch Complex) jelű indítóállványról juttatta alacsony Föld körüli pályára (LEO = Low-Earth Orbit). Az orbitális egység pályája 90,43 perces, 92 fokos hajlásszögű, elliptikus pálya perigeuma 134 kilométer, az apogeuma 461 kilométer volt. Tömege 3000 kilogramm. Korabeli hátrányuk a rövid ideig tartó szolgálati idő.
1969. március 18-án 13 napos (0,04 év) programja után belépett a légkörbe és megsemmisült, de előtte fényképkapszuláját visszajuttatta, amit repülőgéppel elkaptak.

## Külső hivatkozások
- Samos–71. lib.cas.cz. [2013. október 13-i dátummal az eredetiből archiválva]. (Hozzáférés: 2014. március 1.)
- Samos–71. astronautix.com. (Hozzáférés: 2014. március 1.)

| Elődje: Samos–70 | SAMOS (műhold) 1961–1977 | Utódja: Samos–72 |